# Differenciáldiagnózis
A differenciáldiagnózis egy módszer a betegségek diagnosztikai érvényű megkülönböztetésére a páciens tünetei és a szükséges kiegészítő szakvizsgálatok alapján.
A hasonló tünetek többféle kór esetén is fennállhatnak. Következésképpen előfordul, hogy a diagnózis egyszerű módon nem szűkíthető le egyetlen betegségre vagy terápiára. Ez az eljárás a betegségeknek a különbségi meghatározása, amikor ugyanazt a tünetet okozzák. Az orvos a betegséghez tartozó érvényes differenciáldiagnózis leírás alapján vizsgálatot folytat, és ennek eredménye alapján rögzíti a tünetek legvalószínűbb okát. A módszert először Emil Kraepelin javasolta. A differenciáldiagnózis kifejezést a Doktor House tévéfilmsorozat tette közismertté.
A tünetorientált diagnosztika az a szakmai irányzat, ahol a tünetek és a betegségek kapcsolatát adatbázisként rögzítik. Ez a mai modern orvosdiagnosztikai döntéstámogató rendszerek és a differenciáldiagnózis alapját képezi.
Az orvos először feljegyzi a tüneteket, a páciens állapotát és korábbi betegségeit, majd a lehetséges okokat. Aztán a kezelőorvos tesztekkel, kérdésekkel és további szakvizsgálatokkal leszűkíti a lehetséges okokat a legvalószínűbbre. Ha differenciáldiagnózis valamilyen okból nem ad egyértelmű választ, akkor következhet pl. a differenciálterápia, amikor elkezdi kezelni a beteget az egyik valószínűsíthető betegséghez előírt terápiával. Ha a terápia nem hozza a várt eredményt, akkor újrakezdi a folyamatot a másik betegség terápiájával. A differenciálterápia ma már nem szokványos. Mai kifinomult formája a labortesztek és speciális markerek, illetve célműszerek alkalmazása. Egy másik megoldás is megfigyelhető a gyakorlatban: a széles spektrumú vagy integrált gyógyszerek kifejlesztése és alkalmazása.